# جيمس إتش هوارد
جيمس إتش هوارد (بالإنجليزية: James H. Howard)‏ هو طيار وضابط أمريكي، ولد في 13 أبريل 1913 في غوانزو في الصين، وتوفي في 18 مارس 1995 في Bay Pines, Florida ‏ في الولايات المتحدة.